# رابین سالکووی
رابین سالکووی (انگلیسی: Robin Szolkowy؛ زادهٔ ۱۴ ژوئیهٔ ۱۹۷۹) اسکیت‌باز نمایشی اهل آلمان است.